# William Salabert
Pour les articles homonymes, voir Salabert.
William Hippolyte Salabert (Londres, 9 mars 1853 - Tours, 12 août 1922) est un compositeur français.

## Biographie
On lui doit les musiques de nombreuses chansons ainsi que des polkas, des gavottes, des valses etc. et des opérettes dont la plus connue reste L'Agence Robert Macaire (2 actes) sur un livret de Charles Esquier.
Salabert fut, en outre, éditeur de musiques et chansons.